# Gomfotery
Gomfotery (Gomphotheriidae) – wymarła rodzina trąbowców, prawdopodobnie najbardziej zróżnicowana ze wszystkich rodzin tego rzędu. 
Za najstarszego przedstawiciela tej grupy ssaków uważa się rodzaj Phiomia, pochodzący z osadów wczesno- i środkowooligoceńskich Egiptu (El Fayoum) i Etiopii (Chilga). Niekiedy jednak rodzaj ten jest wyłączany z rodziny gomfoterów. Do tej rodziny zalicza się również niekiedy Choerolophodontinae i Amebelodontidae. 
Typowe gomfotery z rodzaju Gomphotherium to średniej wielkości trąbowce (przeciętnie 2 m wysokości w kłębie), wydłużonym ciele, dwóch parach ciosów i silnie wydłużonej dolnej szczęce. Żuchwa znacznie przekraczała długością szczękę, miała stosunkowo delikatną strukturę i kończyła się dwoma prostymi ciosami. Ciosy w górnej szczęce były znacznie dłuższe i nieco zakrzywione do dołu. Zęby trzonowe miały kilka guzków i były przystosowane do rozdrabniania głównie liści i gałązek. 
Niewyjaśniona jest do dziś zagadka morfologii trąby tych ssaków. Niektórzy naukowcy sugerują, że była ona szeroka i stosunkowo mało ruchliwa i tworzyła ryj zbliżony nieco do świńskiego. Inni z kolei sugerują, że gomfotery miały typową chwytną trąbę różniącą się od trąby dzisiejszych słoni jedynie długością. W każdym razie taka budowa pyska musiała być wysoce efektywna w zdobywaniu pokarmu, gdyż opisano ok. 20 gatunków z tego rodzaju zasiedlających Afrykę, Europę, Azję i Północną Amerykę od środkowego oligocenu aż po pliocen. Inna gałąź gomfoterów rozwinęła formy zbliżone budową i sylwetką do dzisiejszych słoniowatych. 
W rodzaju Sinomastodon należy szukać przodków podrodziny Cuvieroniinae, grupy która osiągnęła chyba największy sukces wśród gomfoterów. Trąbowce te miały już silnie skróconą żuchwę bez ciosów oraz wydłużoną typowo "słoniową" trąbę. Gatunki tu należące pierwotnie zamieszkiwały Północną Amerykę, ale po połączeniu się tego kontynentu z Ameryką Południową zasiedliły nowe rejony i zróżnicowały się, szybko zajmując nowe nisze ekologiczne. Przynajmniej trzy rodzaje doczekały się pojawienia Paleoindian i być może stanowiły ich zwierzynę łowiecką. Stegomastodon, wielkością zbliżony do dzisiejszych słoni indyjskich (Elephas maximus), zasiedlał głównie biotopy leśne północnej części Ameryki Południowej. Podobnej wielkości był Haplomastodon zasiedlający sawanny i pampasy. Najmniejszy był Cuvieronius przystosowany do ostrego klimatu i trudnych warunków Andów i suchych pampasów. Ten ostatni rodzaj zasiedlał również Amerykę Północną — (Teksas i Florydę). Bardzo charakterystyczną cechą Cuvieronius były ciosy spiralnie skręcone wokół osi. 
W pliocenie inna gałąź rozwojowa gomfoterów wykształciła niezwykle wydłużone ciosy w górnej szczęce. Były to Anancinae. Żuchwa była również u nich silnie skrócona a ciosy w niej albo mocno zredukowane, albo całkowicie zanikłe. Z kolei górne ciosy były mało zakrzywione i osiągały u niektórych osobników ponad 4 metry długości przy rozmiarach zwierzęcia mniejszych niż w przypadku dzisiejszych słoni. Nie wiadomo do czego mogły służyć tak silnie rozwinięte ciosy, ale były na pewno zbyt długie, aby spełniać funkcje takie same jak u właściwych słoni. Anancus  zasiedlał w pliocenie rozległe obszary Azji i Europy, a w plejstocenie już tylko Afrykę. Doczekał prawdopodobnie pojawienia się pierwszych człowiekowatych. Prawdopodobnie od bliskiego krewniaka Anancinae wywodzą się właściwe słoniowate (Elephantidae).